# Gastone Garziera
Gastone Garziera (Sandrigo, 13 aprile 1942) è un progettista italiano.

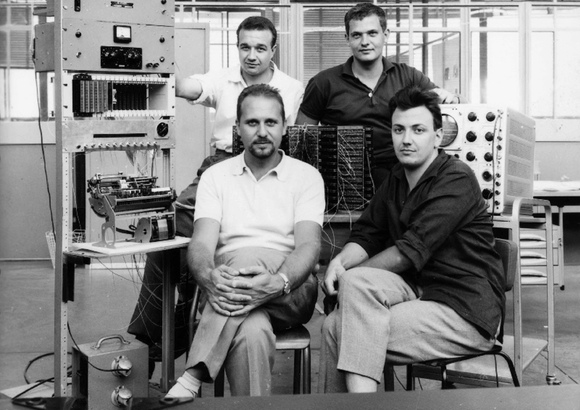
Il gruppo di progettisti della Programma 101, con Garziera in alto a sinistra

Garziera è ricordato per il suo contributo nello sviluppo della Programma 101, considerato il primo personal computer al mondo.

## Biografia
Garziera è nato a Sandrigo (provincia di Vicenza) e si è diplomato perito elettrotecnico all'ITIS Alessandro Rossi di Vicenza nel 1961.
Entrato subito in Olivetti come perito elettrotecnico, viene assunto da Mario Tchou. Come primo incarico entra, alle dipendenze dell'ingegnere Giovanni De Sandre, nel team di Pier Giorgio Perotto per lo sviluppo della Programma 101, il primo "desktop computer" commerciale al mondo, inizialmente a San Giuliano Milanese.
Dopo aver lavorato nel team della Programma 101, si è occupato anche dei diretti successori, come ad esempio la P203, nel 1967, e di altri progetti della divisione Ricerca e Sviluppo di Olivetti. È andato in pensione nel 1996.
Nel 2015, in occasione del cinquantennale della nascita della P101, venne ricevuto, assieme a De Sandre (e a Massimo Banzi), dal presidente del consiglio Matteo Renzi.
Lo storico Marco Peroni descrive la nascita della Programma 101 in "quasi clandestinità" in seguito alla vendita della divisione elettronica dell'Olivetti alla General Electric. Obiettivo del progetto era la creazione di una macchina funzionalmente autonoma, ovvero un calcolatore elettronico programmabile.